# Muguette Fabris
Muguette Fabris (...) è una modella francese, vincitrice del titolo di Miss Île-de-France 1962 e Miss Francia 1963.
Fu eletta Miss Francia nel 1963 presso il Grand Théâtre di Bordeaux. In seguito arrivò al settimo posto di Miss Mondo 1963 e finalista a Miss Universo 1963.